# Kupovanje neveste
Kupovanje neveste je naziv za običaje prema kojima su mladoženja ili njegova porodica dužni porodici neveste predati određenu količinu novca i materijalnih dobara, kako bi se mogao između njih dvoje sklopiti brak. Za ta dobra se koristi izraz cena braka. Takvu praksa se u antropološkoj literaturi često tumači sa tržišnog stajališta, odnosno cena braka simbolički ili stvarno odgovara vrednosti neveste za njenu porodicu u smislu radne snage i/ili resursa koji je njenoj porodici/klanu mogao doneti nove članove.
Običaji kupovanja neveste postoje u mnogim kulturama širom sveta. Nasuprot tome postoje i običaji na bazi kojih porodica neveste mora porodici mladoženje isplatiti miraz.

## Literatura
- Hirsch, Jennifer S.; Wardlow, Holly (2006). Modern Loves: The Anthropology of Romantic Courtship & Companionate Marriage. University of Michigan Press. ISBN 978-0-472-09959-7.

## Spoljašnje veze
- Bračni običaji, uključujući kupovanje neveste